# Ibex (banda)
Ibex, também conhecida como Wreckage foi uma banda britânica de rock, com atividade curta em 1969. Surgida em Liverpool, teve a participação de Farrokh "Freddie" Bulsara, mais tarde conhecido no Queen como Freddie Mercury. A banda ainda tinha Jim Capaldi no baixo, que mais tarde virou empresário do Queen.
Em 9 de setembro de 1969, a banda se apresentou com Brian May e Roger Taylor, futuros colegas de Bulsara na música. O grupo teve fim quando Freddie o deixou para atuar na Sour Milk Sea, mais tarde entrando no Smile após a saída de Tim Staffell.
Um cover de "Rain" dos Beatles foi lançado anos mais tarde, numa coletânea de raridades de Freddie Mercury.